# 莫妮卡·巴斯蒂亚尼
莫妮卡·巴斯蒂亚尼（義大利語：Monica Bastiani，1964年1月4日—），意大利前女子篮球运动员。她曾代表意大利参加1992年夏季奥林匹克运动会篮球比赛，结果获得第八名。